# Agallia intermedia
Agallia intermedia är en insektsart som beskrevs av Lethierry 1874. Agallia intermedia ingår i släktet Agallia och familjen dvärgstritar. Inga underarter finns listade i Catalogue of Life.